# بهداد مقدسی
بهداد مقدسی (زاده ۱۳۳۷ تهران) آهنگساز و نوازنده گیتار می‌باشد.

## فعالیت هنری
بهداد مقدسی نوازندگی گیتار کلاسیک را نزد صادق مؤذن آموخت و پیش از مهاجرت به آمریکا، مدیریت گروه گیتار دانشگاه آزاد تهران را بر عهده داشت. او علاوه بر تدریس، از اعضای مؤسس کوارتت گیتار تهران نیز بوده و در زمینه تکنوازی نیز فعالیت دارد. طی سالهای ۱۳۷۱ تا ۱۳۷۷ اجراهای متعددی به همراه ارکستر مجلسی تهران، ارکستر سمفونیک تهران و ارکستر سمفونیک فرهنگسرای بهمن داشته و کارگاه‌های آموزشی گوناگونی نیز در ایران و آمریکا در حوزه موسیقی گیتار قرن بیستم، مکتب آهنگسازی و نوازندگی ویا لوبوس و لئو براور، موسیقی باروک و مدرن برگزار کرده‌است.

## آلبوم
- سوئیت پارسی